# سرو تنریف (شیلی)
سرو تنریف (به اسپانیایی: Cerro Tenerife) یک کوه در شیلی است که در استان اولتیما اسپرانزا واقع شده‌است. سرو تنریف ۱٬۶۵۰ متر بالاتر از سطح دریا واقع شده‌است. نام این کوه برگرفته از نام شهر تنفریف در اسپانیا است.